# Sankt Blasen
Sankt Blasen là một đô thị thuộc huyện Murau thuộc bang Steiermark, nước Áo. Đô thị Sankt Blasen có diện tích 26,66 km², dân số thời điểm cuối năm 2005 là 652 người. 